# Anosmie
Anosmie (též čichotupost či ztráta čichu) je zdravotní handicap, který se vyznačuje ztrátou schopnosti vnímat čichové vjemy (pachy, vůně). Jedná se o méně závažný handicap, který člověka omezuje velmi málo, ale přesto se o handicap jedná. Čichotupý člověk nemůže vnímat žádný pach a nedokáže rozpoznat jak vůně, tak i pachy některých škodlivých látek (např. čpavku), které jej mohou ohrozit na životě. Ztráta čichu je typickým příznakem covidu-19 a dále se může vyskytnout u zánětu dutin a nosních polypů. Může také předznamenávat nádorové onemocnění mozku, zvláště pokud je jednostranná. Nádorové onemocnění může totiž i trvale poškodit čichový nerv, což posléze vede k trvalé čichotuposti. Rovněž také může znamenat onemocnění deviace nosního septa.

## Lékařská definice
Za čichotupého lze označit člověka, který nemůže vnímat ani ty nejaromatičtější a nejvýraznější pachy, včetně vůně jídla, parfémů, ale i zápachu. Čichotupost může mít člověk buď vrozenou nebo získanou. Čichotupý může být člověk i dočasně; příčinou dočasné čichotuposti může být koronavirové onemocnění postihující čichový nerv, těžká rýma nebo zánět dutin. Anosmii z rýmy a zánětu lze odléčit nosními kapkami, v horším případě punkcí nosní dutiny.

## Příčiny vzniku
- Získaná čichotupost – příčinou ztráty čichového smyslu mohou být dlouhodobě neléčené zhoubné i nezhoubné nádory mozku, které mívají za příčinu ztrátu čichu a někdy i chuti. Poškodit čichové buňky mohou i výpary z různých škodlivých látek. Ztráta čichu může vzniknout i po těžkých poraněních lebky a poškození čichového nervu. Příčinou může být také infekce – ztrátu čichu může způsobit přes 100 nemocí,[1] vyskytuje se například po prodělání covidu-19, kdy virus SARS-CoV-2 napadá čichový nerv.
- Vrozená čichotupost (jedná se o anomálii, kdy se člověk čichotupý již narodí. Buď z důvodu předčasného porodu (čichové buňky se ještě nevyvinuly) nebo může jít o dědičnost (matka nebo otec dítěte už čichotupí byli).

## Komplikace čichotuposti pro člověka
Čichotupí lidé nejsou schopni vnímat žádné pachy, včetně škodlivých, které je třeba zaznamenat. Další komplikací je možná nechuť k jídlu a částečná neschopnost uplatnit se na trhu práce. Čichotupí nemohou pracovat v určitých oborech, jako jsou parfumerie, gastronomie apod., v nichž se čichový smysl uplatňuje. Přesto je ale ztráta čichu jen malý handicap a neničí[zdroj⁠?!] nemocným kvalitu života jako třeba hluchota nebo slepota.

## Čichotupost u psa
Pro psa nebo jiná zvířata, která se řídí převážně čichem, znamená čichotupost výrazný handicap, který vede často k jejich úmrtí, protože si nebyli schopni obstarat potravu. U psů domácích není čichotupost tak závažná, ale přesto je hodně odděluje od okolních psů, kteří cítí. Pro slepeckého či policejního psa znamená ztráta čichu neschopnost vykonávat svoji práci a musí být vyřazeni. U psů se také může vyskytnout i získaná čichotupost jako důsledek stáří.